# Anlaug Amanda Djupvik
Anlaug Amanda Djupvik (Førde, ...) è un'astronoma norvegese.
Tra il 1991 e il 2014 ha pubblicato i propri lavori con il nome da sposata, Anlaug Amanda Kaas.

## Biografia
Cresciuta sull'isola di Gurskøy, ha poi conseguito all'Istituto di Astrofisica ad Oslo la laurea nel 1986 e la specializzazione nel 1992.
Tra il 1992 e il 1994 ha lavorato al Nordic Optical Telescope. Tra il 1994 e il 1999 ha lavorato all'osservatorio di Stoccolma completando la tesi di dottorato. Dal 2000 lavora nuovamente al Nordic Optical Telescope.
Il Minor Planet Center le accredita la scoperta dell'asteroide 32892 Prufrock effettuata il 22 febbraio 1994.